# Nello Sforacchi
Nello Sforacchi (Scandiano, 9 aprile 1922 – Magny-les-Hameaux, 17 agosto 2016) è stato un ciclista su strada e ciclocrossista italiano, professionista dall'ottobre 1947 al 1959. Valente corridore, colse alcuni successi, fra cui una tappa al Giro dei Tre Mari 1949. Inoltre ottenne importanti piazzamenti, come il secondo posto alla Coppa Agostoni 1949, il terzo al Giro del Ticino 1954, il quarto alla Parigi-Camembert 1950 e il sesto nella classifica generale del Giro di Svizzera 1949.

## Palmarès
- 1945 (dilettanti)

Targa d'Oro Città di Legnano
- 1949 (Olmo & Viscontea & Métropole, quattro vittorie)

1ª tappa Lons le Saunier-Genève-Lons le Saunier
Classifica generale Lons le Saunier-Genève-Lons le Saunier
5ª tappa Giro dei Tre Mari (Vibo Valentia > Guardia Piemontese)
Parigi-Mantes-en-Yvelines
- 1951 (Tigra, una vittoria)

Parigi-Dreux
- 1954 (Gitane-Hutchinson, una vittoria)

Moulins-Engilbert

### Altri successi
- 1955 (Gitane-Hutchinson)

Criterium di Barsac

## Piazzamenti

### Grandi Giri
- Giro d'Italia

1950: 39º
- Tour de France

1948: ritirato (3ª tappa)
1950: squalificato (12ª tappa)

### Classiche monumento
- Milano-Sanremo

1948: 29º
1953: 100º
- Giro delle Fiandre

1952: 17º
- Liegi-Bastogne-Liegi

1950: 17º
1951: 24º
1952: 17º
- Giro di Lombardia

1947: 35º
1949: 19º
1950: 73º
1951: 71º

### Competizioni mondiali
- Campionati del mondo di ciclocross

Parigi 1950 - Elite: 5º